# Agência Ferroviária da União Europeia
A Agência Ferroviária da União Europeia (em inglês: European Union Agency for Railways, ERA) é a agência da União Europeia (UE) que define os requisitos obrigatórios para os caminhos de ferro europeus e fabricantes ferroviários na forma de Especificações Técnicas de Interoperabilidade (ETI) (em inglês: Technical Specifications for Interoperability, TSI), que se aplicam à Rede Ferroviária Transeuropeia. A Agência publica um documento que resume a situação das ETI. A Agência estabelece objetivos comuns de segurança, métodos comuns de segurança e indicadores comuns de segurança, de acordo com a Diretiva 2004/49/CE e suas alterações. A Agência também hospeda uma série de bases de dados, entre os quais um registo das restantes regras nacionais aplicáveis. Tem a missão de contribuir para o pleno funcionamento de um espaço ferroviário europeu único, sem fronteiras.

## História
A Agência foi criada em 2004 e iniciou as suas operações em 2006 como Agência Ferroviária Europeia (ERA). Mudou de nome em 2016, tornando-se Agência Ferroviária da União Europeia.